# Burlo-Vardingholter Venn und Entenschlatt
Burlo-Vardingholter Venn und Entenschlatt este o arie protejată (arie specială de conservare — SAC, sit de importanță comunitară — SCI) din Germania întinsă pe o suprafață de 100,22 ha, integral pe uscat.

## Localizare
Centrul sitului Burlo-Vardingholter Venn und Entenschlatt este situat la coordonatele 51°54′18″N 6°44′51″E / 51.905°N 6.7475°E.

## Înființare
Situl Burlo-Vardingholter Venn und Entenschlatt a fost declarat sit de importanță comunitară în august 1999 pentru a proteja 1 specie de animale. Situl a fost protejat și ca arie specială de conservare în mai 2001.

## Biodiversitate
Situată în ecoregiunea atlantică, aria protejată conține 5 habitate naturale: Ape stătătoare oligotrofe până la mezotrofe, cu vegetație de Littorelletea uniflorae și/sau de Isoëto-Nanojuncetea, Pajiști umede nord-atlantice cu Erica tetralix, Mlaștini oligotrofe degradate, capabile încă de regenerare naturală, Mlaștini turboase de tranziție și turbării mișcătoare, Mlaștini împădurite.
La baza desemnării sitului se află o specie protejată de  nevertebrate: libelule (Leucorrhinia pectoralis).
Pe lângă speciile protejate, pe teritoriul sitului au mai fost identificate 1 specie de amfibieni, 1 specie de reptile.